# Nicole Saam
Nicole J. Saam (* 25. Juni 1964 in Stuttgart) ist eine deutsche Sozialwissenschaftlerin und Hochschullehrerin.

## Leben
Nach dem Abitur in Backnang begann Saam an der Universität Stuttgart ein Studium der Politikwissenschaft, Volkswirtschaftslehre und Soziologie, das sie 1989 mit dem Abschluss Magister Artium beendete. Während des Studiums arbeitete sie von 1987 bis 1989 als wissenschaftliche Hilfskraft am Fraunhofer-Institut Stuttgart, nach Studienabschluss wechselte sie als Mitarbeiterin an die "Fraunhofer-Einrichtung für Systeme der Kommunikationstechnik ESK" in München, wo sie bis 1992 tätig war. Anschließend von 1993 bis 1995 war sie als wissenschaftliche Mitarbeiterin an der Ludwig-Maximilians-Universität München bei Walter L. Bühl und Rolf Ziegler beschäftigt. Ihre Promotion zum Dr. phil. schloss Saam 1995, mit einer Arbeit zu Computergestützte Theoriekonstruktion in den Sozialwissenschaften. Konzeptbasierte Simulation eines theoretischen Modells am Beispiel militärischer Staatsstreiche in Thailand. Unter Anwendung des Mehrebenen-Ansatzes der Synergetik. an der Universität Stuttgart ab. Bis zu ihrer Habilitation 2001 arbeitete sie zunächst als Wissenschaftliche Assistentin bei Ziegler, anschließend als Wissenschaftliche Oberassistentin bei Norman Braun an der LMU München. 2001 wurde Saam an der Universität Mannheim mit einer Arbeit zu Prinzipale, Agenten und Macht. Eine machttheoretische Erweiterung der Agenturtheorie und ihre Anwendung auf Interaktionsstrukturen in der Organisationsberatung für das Fach Soziologie habilitiert.
Ab 2002 folgten als Privatdozentin Professurvertretungen an den Universitäten Mannheim, Leipzig, Marburg und Erfurt. 2006 nahm Saam einem Ruf an die Staatswissenschaftliche Fakultät der Universität Erfurt an und begleitete den Lehrstuhl für Empirische Sozialforschung. 2010 wechselte sie an die Universität Augsburg, auf den Lehrstuhl für Soziologie.
Seit 2011 ist Saam nun Professorin für Methoden der empirischen Sozialforschung an der Philosophischen Fakultät der Universität Erlangen. 2015 wurde sie zum Ordentlichen Mitglied der Bayerischen Akademie der Wissenschaften gewählt.

## Forschungsschwerpunkte
Saams Forschungsschwerpunkte liegen in den Bereichen Organisationssoziologie, Politische Soziologie, Methodologie der Sozialwissenschaften, Human-Animal-Studies und soziale Freiheit. Auch widmet sie sich bei ihrer Forschung den Interaktionsbeziehungen zwischen den Akteuren innerhalb der neuen europäischen Friedensordnung. Saam entwickelt unter anderem Computersimulationsmodelle für die Untersuchung von internationalen Verhandlungen, Demokratisierungsprozesse und Innovationen. 

## Publikationen
- Organization and Consultation. Foundations and Theories. Peter Lang, Frankfurt am Main (u. a.) 2012, ISBN 978-3-631-63619-0 (englisch).
- mit Willy C. Kriz: Partizipation in Großgruppen. Band 1: Soziologische Perspektiven. Lit, Münster 2010, ISBN 978-3-643-90026-5.
- Organisation und Beratung. Ein Lehrbuch zu Grundlagen und Theorien. Lit, Münster 2007, ISBN 978-3-8258-8944-9.
- Prinzipale, Agenten und Macht. Eine machttheoretische Erweiterung der Agenturtheorie und ihre Anwendung auf Interaktionsstrukturen in der Organisationsberatung (= Einheit der Gesellschaftswissenschaften.). Sozialwissenschaftliche Fakultät der Universität Mannheim, 2000. Mohr Siebeck, Tübingen 2002, ISBN 3-16-147832-0 (Habilitationsschrift).
- mit Berndt Schmidt: Cooperative Agents. Applications in the Social Sciences. Springer 2002, ISBN 1-4020-0190-8.
- mit Nina Degele, Tanja Münch, Hans Pongratz: Soziologische Beratungsforschung. Leske + Budrich, Opladen 2001, ISBN 3-8100-3121-6.
- Computergestützte Theoriekonstruktion in den Sozialwissenschaften. Konzeptbasierte Simulation eines theoretischen Modells am Beispiel militärischer Staatsstreiche in Thailand. Unter Anwendung des Mehrebenen-Ansatzes der Synergetik. Society for Computer Simulation International, San Diego / Erlangen 1995, ISBN 1-56555-087-0.
- mit Norman Braun (Hrsg.): Handbuch Modellbildung und Simulation in den Sozialwissenschaften. Springer VS, Wiesbaden 2014, ISBN 978-3-658-01163-5.
- mit Heiner Bielefeldt (Hrsg.): Die Idee der Freiheit und ihre Semantiken. Zum Spannungsverhältnis von Freiheit und Sicherheit. transcript, Bielefeld 2023, ISBN 978-3-8376-6188-0.